# Eleftheroúpoli
Eleftheroúpoli (en grec moderne : Ελευθερούπολη, en grec ancien : 'Ελευθερούπολις, en bulgare : Pravišta, Правища) est une ville grecque de 4 898 habitants située dans le district régional de Kavála à l'ouest de la capitale éponyme. Avant 1929, la ville s'appelait Právi. Depuis 2010 elle est le siège du dème de Pangéo.
La ville doit son nom à sa cathédrale dédiée à saint Éleuthère d'Illyrie fêté le 15 décembre. Elle est le siège d'un évêché du Patriarcat œcuménique, la Métropole d'Élefthéroupolis, dont le territoire s'étend sur l'ouest de l'ancien nome de Kavala, autour du mont Pangée.

## Jumelage
- Antony